# Bureau of Aeronautics
Il Bureau of Aeronautics (BuAer) fu il dipartimento della United States Navy, la marina militare degli Stati Uniti d'America, deputato alla gestione del materiale e tecnologia della propria componente aerea dal 1921 al 1959. Il dipartimento aveva "competenza" (ovvero, responsabilità) nei progetti, negli appalti e nella gestione della flotta aerea e delle apparecchiature ad esse correlate. Gli armamenti aeronautici, tuttavia, erano di competenza del US Navy Bureau of Ordnance (BuOrd).

## Storia

### Origini: dagli anni venti ai trenta
Il Congress istituì il BuAer nel 1921 al fine di creare una singola organizzazione che gestisse l'aviazione di marina della US Navy la cui competenza, prima di quell'anno, era divisa tra i vari uffici della Marina e di altre organizzazioni. Il primo Chief (comandante) del BuAer fu il Rear Admiral William A. Moffett (1869–1933), già comandante di nave da battaglia decorato con la Medal of Honor che aveva a lungo sostenuto lo sviluppo dell'aviazione nella marina militare statunitense, il quale lo diresse dal 1921 fino alla sua morte, pervenuta nel 1933 a causa dell'incidente occorso al dirigibile USS Akron (ZRS-4).
Da amministratore di talento, Moffett riuscì a garantire l'indipendenza dell'ufficio della Naval Aviation nel corso degli anni venti, quando il Brig. Gen. William "Billy" Mitchell e altri ufficiali del United States Army hanno cercato di riunire sotto un unico comando tutta l'aviazione militare degli Stati Uniti d'America in un'unica forza aerea indipendente. Alla morte di Moffett, gli succedette come direttore del BuAer, il Rear Admiral Ernest J. King, il futuro Fleet Admiral e Chief of Naval Operations durante la seconda guerra mondiale. Tra gli altri importanti bureau chief si ricorda il Rear Admiral John S. McCain, Sr., il nonno del senatore statunitense John S. McCain III (R-Ariz.).
Durante gli anni trenta il BuAer beneficiò del rapido progresso tecnologico nel campo dell'aviazione navale. La politica adottata fu quella di limitare la propria produzione, al fine di sostenere l'industria aeronautica civile. Il BuAer utilizzò la Naval Aircraft Factory con sede a Filadelfia, Pennsylvania, come impianto di produzione per la costruzione di un piccolo numero di prototipi.

### Seconda guerra mondiale e il dopoguerra
L'inizio della Seconda guerra mondiale portò alla struttura enormi cambiamenti. Il BuAer fu costretto ad ingrandirsi rapidamente al fine di soddisfare le nuove esigenze di difesa della nazione. Prima della fine del conflitto il bureau aveva sviluppato una struttura amministrativa costituita da personale di migliaia di uomini ed acquistato, provvedendo alla loro manutenzione, decine di migliaia di velivoli. Nel 1943, la US Navy istituì la posizione di Deputy Chief of Naval Operations for Air, o DCNO(Air), per sollevare alcune delle responsabilità circa le operazioni navali che gravavano sul BuAer. RADM McCain, appena promosso Vice Admiral, fu il primo ad occupare quella posizione..
Terminate le ostilità il BuAer venne ridimensionato ma continuò comunque ad occuparsi di ricerca e sviluppo in campo aeronautico. Ma, a causa della sempre maggiore complessità acquisita con il tempo dalla tecnologia in campo navale, la US Navy decise che la precedente organizzazione necessitava di una riforma per rimanere aggiornati. In particolare la marina ritenne necessaria una migliore integrazione degli armamenti con velivoli in dotazione alla propria flotta. Inoltre cominciarono a divergere le opinioni e le scelte nell'evoluzione delle tecnologie applicate portando a diverse linee di pensiero ad esempio circa la definizione di "pilotless aircraft", letteralmente "aeromobili senza pilota" e precursori degli odierni Unmanned Aerial Vehicle, che il BuAer considerava ancora velivoli mentre il BuOrd catalogava come missili guidati.
Per risolvere il problema, nel 1959 la US Navy decise di riunire sotto un solo organo competente il BuAer ed il BuOrd creando il Bureau of Naval Weapons (BuWeps). Questa risultò comunque solo una soluzione temporanea in quanto nel 1966 la marina militare iniziò una revisione su vasta scala della propria organizzazione logistica. Il bureau system, che esisteva dagli anni quaranta del XIX secolo, venne sostituito con il "Systems Commands" (SYSCOMs) mentre il BuWeps venne rimpiazzato con l'attuale Naval Air Systems Command (NAVAIR).

## Comandanti del Bureau of Aeronautics
1. RADM William A. Moffett, 26 luglio 1921 - 4 aprile 1933
2. RADM Ernest J. King, 3 maggio 1933 - 12 giugno 1936
3. RADM Arthur B. Cook, 12 giugno 1936 – 1º giugno 1939
4. RADM John H. Towers, 1º giugno 1939 – 6 ottobre 1942
5. RADM John S. McCain, 9 ottobre 1942 – 7 agosto 1943
6. RADM Dewitt C. Ramsey, 7 agosto 1943 – 1º giugno 1945
7. RADM Harold B. Sallada, 1º giugno 1945 – 1º maggio 1947
8. RADM Alfred M. Pride, 1º maggio 1947 – 1º maggio 1951
9. RADM Thomas S. Combs, 1º maggio 1951 – 30 giugno 1953
10. RADM Apollo Soucek, 30 giugno 1953 – 4 marzo 1955
11. RADM James S. Russell, 4 marzo 1955 – 15 luglio 1957
12. RADM Robert E. Dixon, 15 luglio 1957 – 1º dicembre 1959